# Rijks Hogere Burgerschool (Leeuwarden)
De Rijks Hogere Burgerschool (RHBS) is een voormalige school in de Nederlandse stad Leeuwarden.

## Geschiedenis
De hogereburgerschool in Leeuwarden werd in 1867 opgericht. Het schoolgebouw aan het Zaailand werd gebouwd naar ontwerp van architect Thomas Adrianus Romein.
Bekende oud-leerlingen zijn onder meer Simon Vestdijk, J. Slauerhoff, Pieter Jelles Troelstra, kunstschilder Piet van der Hem, architect Abe Bonnema en anarchist Alexander Cohen.
In de roman De andere school uit 1949 beschreef Vestdijk de school: 'een statige gevel opgetrokken van onberispelijke vaalrode stenen, met duidelijke vensterkozijnen en kroonlijsten, een aardige stoep, en een werend ijzeren hek, waarachter koele kelderramen. Dit gebouw zocht evenwicht met het Gerechtshof, dat aan de kortere westzijde van het plein lag'. Bij het vijftigjarig jubileum van de school in 1917 noemde Commissaris van de Koningin Pieter Albert Vincent van Harinxma thoe Slooten de school 'het intellectueel middelpunt voor het provinciale leven'.
In 1968 ging de school verder als Rijksscholengemeenschap RSG Leeuwarden. In 1987 verhuisde de school naar de Douwe Kalmaleane in de buurt Westeinde. Dit schoolgebouw werd ontworpen door oud-leerling Abe Bonnema. In 1990 werd het een gemeentelijk scholengemeenschap en kreeg de naam Slauerhoff College.
In 1990 werd het schoolgebouw aan het Zaailand gesloopt. Op deze plaats staat sinds 1994 Rechtbank Leeuwarden, ook ontworpen door Abe Bonnema.